# Kate Orman
Kate Orman (Sídney, Nueva Gales del Sur, Australia, 1968) es una autora australiana, más conocida por sus libros relacionados con la serie de televisión británica de ciencia ficción Doctor Who.

## Biografía
Orman nació en Sídney, pero creció en Canberra y Melbourne y pasó dos años viviendo en los Estados Unidos. Obtuvo una licenciatura en biología en la Universidad de Sídney antes de convertirse en autora profesional. Se describe a sí misma como una "feminista liberal". Está casada con el escritor estadounidense Jonathan Blum, a quien conoció a través del fandom de Doctor Who.

## Escritura
Orman escribió muchas novelas derivadas de Doctor Who para Virgin Publishing, BBC Books y Telos Publishing, la primera autora no británica y la primera mujer en hacerlo. Varios de sus trabajos posteriores en Doctor Who fueron en colaboración con su esposo. También ha colaborado con Paul Cornell: Orman y Cornell co-tramaron Human Nature, escrito por Cornell, y Return of the Living Dad, escrito por Orman. Más reciente y relacionado con Doctor who ha sido para Big Finish.
Orman también ha publicado una serie de historias breves de ciencia ficción.
En 2004, la novela de Doctor Who de Orman y Blum Fallen Gods, publicada por Telos el año anterior, ganó el premio Aurealis al mejor libro australiano de ciencia ficción.

## Novelas

### Virgin New Adventures
- The Left-Handed Hummingbird (1993)
- Set Piece (1995)
- SLEEPY (1996)
- Return of the Living Dad (1996)
- The Room with No Doors (1997)
- So Vile a Sin (with Ben Aaronovitch, 1997)

### "Benny" New Adventures
- Walking to Babylon (1998, later adapted into an audio drama by Big Finish)

### Eighth Doctor Adventures
- Vampire Science (with Jonathan Blum, 1997)
- Seeing I (with Jonathan Blum, 1998)
- Unnatural History (with Jonathan Blum, 1999)
- The Year of Intelligent Tigers (2001)

### Past Doctor Adventures
- Blue Box (2003)

### Telos Doctor Who novellas
- Fallen Gods (with Jonathan Blum, 2003)

## Novela no relacionada
- "All Mimsy Were the Borogoves" in Nobody's Children

## Cuentos
- "No-One Goes to Halfway There" (in Decalog 4, 1997)
- "The Bicycle Net" (in Interzone, September 1997)
- "The Adventures of Kate Orman, Novelist" (in Pretext: Salvage, 1999)
- "Steal from the World" in The Dead Men Diaries, 2000)
- "Cactus Land" (in Realms of Fantasy, August 2000)
- "Pyramid Scheme" (in Outside the Box: the Best Short Fiction from Bookface.com, 2001)
- "And All the Children of Chimaera" (in Passing Strange, 2002)
- "Ticket to Backwards" (in Agog! Fantastic Fiction, 2002)
- "Solar Max and the Seven-Handed Snake Mother" (in Bernice Summerfield: A Life of Surprises, 2002)
- "In the Days of the Red Animals" (in Agog! Terrific Tales, 2003)
- "The Peter Principle" (in Bernice Summerfield: Life During Wartime, 2003)
- "No Exit" (in Doctor Who - Short Trips: Steel Skies, 2003)
- "The Southwell Park Mermaid" (in Doctor Who - Short Trips: Life Science, 2004)
- "Buried Alive" (in Bernice Summerfield: A Life Worth Living, 2004)
- "Culture War" (in Doctor Who - Short Trips: 2040, 2004)
- "Nobody's Gift" (in Doctor Who - Short Trips: The History of Christmas, 2005)
- "White on White" (in Doctor Who - Short Trips: Christmas Around the World, 2009)
- "Playing for Time" (in Liberating Earth, 2015

## Cómics
- "Change of Mind" (in Doctor Who Magazine #221-223, 1995)

## Editora
- Liberating Earth, Obverse Books, 2015)